# العلاقات البريطانية النرويجية
العلاقات البريطانية النرويجية هي العلاقات الثنائية التي تجمع بين المملكة المتحدة والنرويج.

## مقارنة بين البلدين
هذه مقارنة عامة ومرجعية للدولتين:
| وجه المقارنة                                              | المملكة المتحدة                 | النرويج                                                   |
| --------------------------------------------------------- | ------------------------------- | --------------------------------------------------------- |
| المساحة (كم2)                                             | 242.50 ألف                      | 385.21 ألف                                                |
| عدد السكان (نسمة)                                         | 66.02 مليون                     | 5.33 مليون                                                |
| الكثافة السكانية (ن./كم²)                                 | 272.25                          | 13.84                                                     |
| العاصمة                                                   | لندن                            | أوسلو                                                     |
| اللغة الرسمية                                             | لغة إنجليزية، اللغة الويلزية    | بوكمول، لغات السامي، نينوشك، اللغة النرويجية              |
| العملة                                                    | جنيه إسترليني                   | كرونة نروجية                                              |
| الناتج المحلي الإجمالي (بليون دولار)                      | 2.62 تريليون                    | 398.83 مليار                                              |
| الناتج المحلي الإجمالي (تعادل القوة الشرائية) بليون دولار | 2.72 تريليون                    | 322.23 مليار                                              |
| الناتج المحلي الإجمالي الاسمي للفرد دولار أمريكي          | 43.88 ألف                       | 74.40 ألف                                                 |
| الناتج المحلي الإجمالي للفرد دولار أمريكي                 | 40.23 ألف                       | 65.61 ألف                                                 |
| مؤشر التنمية البشرية                                      | 0.907                           | 0.944                                                     |
| رمز المكالمات الدولي                                      | +44                             | +47                                                       |
| رمز الإنترنت                                              | .uk، .gb                        | .no                                                       |
| المنطقة الزمنية                                           | توقيت غرينيتش، توقيت غرب أوروبا | ت ع م+01:00، ت ع م+02:00، توقيت وسط أوروبا، أوروبا/أوسلو ‏ |

## مدن متوأمة
في ما يلي قائمة باتفاقيات التوأمة بين مدن بريطانية ونرويجية:
- ترتبط غريمسبي [الإنجليزية]‏ مع ترومسو باتفاقية توأمة منذ 22 فبراير 1963.
- ترتبط هارلو مع ستافانغر باتفاقية توأمة.
- ترتبط Berwick-upon-Tweed [الإنجليزية]‏ مع ساربسبورغ باتفاقية توأمة.
- ترتبط تشيسترفيلد مع ستافانغر باتفاقية توأمة منذ 1959.
- ترتبط ليتشوورث مع كريستيانساند باتفاقية توأمة منذ 28 مايو 1983.
- ترتبط أبردين مع ستافانغر باتفاقية توأمة منذ 1955.
- ترتبط دنفيرملين مع تروندهايم باتفاقية توأمة منذ 1979.
- ترتبط لندن مع أوسلو باتفاقية توأمة منذ 10 أبريل 2006.[19][19][19][19]
- ترتبط Richmond, North Yorkshire [الإنجليزية]‏ مع Vinstra [الإنجليزية]‏ باتفاقية توأمة.
- ترتبط نيوكاسل أبون تاين مع برغن باتفاقية توأمة منذ 2003.[20][20]

## منظمات دولية مشتركة
يشترك البلدان في عضوية مجموعة من المنظمات الدولية، منها:
| علم المنظمة | اسم المنظمة                               | تاريخ انضمام المملكة المتحدة | تاريخ انضمام النرويج |
| ----------- | ----------------------------------------- | ---------------------------- | -------------------- |
|             | وكالة الفضاء الأوروبية                    | 28 مارس 1978                 | 30 ديسمبر 1986       |
|             | بنك التنمية الآسيوي                       | 1966                         | 1966                 |
|             | وكالة ضمان الاستثمار متعدد الأطراف        | 12 أبريل 1988                | 9 أغسطس 1989         |
|             | منظمة التعاون الاقتصادي والتنمية          | 2 مايو 1961                  | ?                    |
|             | الأمم المتحدة                             | 24 أكتوبر 1945               | 27 نوفمبر 1945       |
|             | الوكالة الدولية للطاقة                    | ?                            | ?                    |
|             | الفريق المعني برصد الأرض                  | ?                            | ?                    |
|             | مركز تنسيق الحركة في أوروبا ‏              | ?                            | ?                    |
|             | منظمة حظر الأسلحة الكيميائية              | ?                            | ?                    |
|             | منظمة التجارة العالمية                    | 1995                         | 1995                 |
|             | منظمة الشرطة الجنائية الدولية             | ?                            | ?                    |
|             | البنك الإفريقي للتنمية                    | ?                            | 1963                 |
|             | منظمة الأمن والتعاون في أوروبا            | 25 يونيو 1973                | 25 يونيو 1973        |
|             | مؤسسة التنمية الدولية                     | 24 سبتمبر 1960               | 24 سبتمبر 1960       |
|             | حلف شمال الأطلسي                          | 4 أبريل 1949                 | 4 أبريل 1949         |
|             | نظام تحكم تكنولوجيا القذائف               | 1987                         | 1990                 |
|             | يونسكو                                    | 4 نوفمبر 1946                | 4 نوفمبر 1946        |
|             | مجلس أوروبا                               | 5 مايو 1949                  | 5 مايو 1949          |
|             | الاتحاد البريدي العالمي                   | ?                            | ?                    |
|             | البنك الدولي للإنشاء والتعمير             | 27 ديسمبر 1945               | 27 ديسمبر 1945       |
|             | اتفاقية السماوات المفتوحة                 | ?                            | ?                    |
|             | المنظمة الهيدروغرافية الدولية             | ?                            | ?                    |
|             | الاتحاد الدولي للاتصالات                  | 24 فبراير 1871               | 1866                 |
|             | مؤسسة التمويل الدولية                     | 20 يوليو 1956                | 20 يوليو 1956        |
|             | المنظمة الأوروبية لسلامة الملاحة الجوية   | 1960                         | 1994                 |
|             | المركز الدولي لتسوية المنازعات الاستشارية | 18 يناير 1967                | 15 سبتمبر 1967       |
|             | مجموعة أستراليا                           | 1985                         | 1986                 |
|             | مجموعة الموردين النوويين                  | ?                            | ?                    |

## أعلام
هذه قائمة لبعض الشخصيات التي تربطها علاقات بالبلدين:
- إلين تان (ممثلة بريطانية، 28 يونيو 1982 – )
- بورغر توماس (لاعب كرة قدم نرويجي، 15 فبراير 1995[33] – )
- روالد دال (13 سبتمبر 1916[34][35][36] – 23 نوفمبر 1990[34][35][36])
- شون بارتليت (كاتب أغاني من المملكة المتحدة، 18 ديسمبر 1976 – )
- فرانسيس فيشر (11 مايو 1952 – )
- فريتيوف نانسين (رحالة ومستكشف نرويجي، 10 أكتوبر 1861[37][38][39] – 13 مايو 1930[37][38][39])
- كاتارينا نوتال (مغنية نرويجية، 14 يوليو 1972 – )
- كارل فريدريك غريفين دوز (سياسي نرويجي، 5 يناير 1861 – 8 أبريل 1941)
- كريستيان أوسوليفان (لاعب كرة يد نرويجي، 22 أغسطس 1991 – )
- نورمان ليند (1920 – 23 أكتوبر 1985)
- ينس مولر (طيار نرويجي، 30 نوفمبر 1917 – 30 مارس 1999)

## وصلات خارجية
- موقع وزارة الخارجية البريطانية
- موقع وزارة الخارجية النرويجية